# Darreichungsform
Die Darreichungsform bezeichnet in der Pharmazie einerseits die fertige, wirkstoffhaltige Zubereitung, die dem Patienten verabreicht wird, andererseits die präsentierte Arzneiform mit gegebenenfalls der Art der Anwendung. In einigen Fällen entspricht die Arzneiform nicht der finalen Zubereitung und die Darreichungsform muss für die Anwendung überführt werden.
Beispiele für Arzneiformen, die umgeformt werden müssen:
| Arzneiform | Darreichungsformgruppe                | Darreichungsform                                                      | Fertige Zubereitung                     |
| ---------- | ------------------------------------- | --------------------------------------------------------------------- | --------------------------------------- |
| Granulat   | Granulate                             | Brausegranulate                                                       | Lösung zur Einnahme                     |
| Pulver     | Flüssige Zubereitungen zur Einnahme   | Pulver zur Herstellung von Tropfen zur Einnahme                       | Tropfen zur Einnahme                    |
| Tablette   | Zubereitungen zur vaginalen Anwendung | Tabletten zur Herstellung von Vaginallösungen und Vaginalsuspensionen | Vaginallösungen und Vaginalsuspensionen |

## Einteilung nach dem Europäischen Arzneibuch

### Perorale Anwendung
- Flüssige Zubereitungen zum Einnehmen
  - Lösungen, Emulsionen und Suspensionen zur Einnahme
  - Pulver und Granulate zur Herstellung von Lösungen und Suspensionen zur Einnahme
  - Tropfen zur Einnahme
  - Pulver zur Herstellung von Tropfen zur Einnahme
  - Sirupe
  - Pulver und Granulate zur Herstellung von Sirupen
- Granulate
  - Brausegranulate
  - Überzogene Granulate
  - Magensaftresistente Granulate
  - Granulate mit veränderter Wirkstofffreisetzung
- Kapseln
  - Hartkapseln
  - Weichkapseln
  - Magensaftresistente Kapseln
  - Kapseln mit veränderter Wirkstofffreisetzung
  - Oblatenkapseln
- Pulver zum Einnehmen
- Tabletten
  - nicht überzogene Tabletten
  - überzogene Tabletten
  - magensaftresistente Tabletten
  - Tabletten mit veränderte Wirkstofffreisetzung
  - Brausetabletten
  - Tabletten zur Herstellung einer Lösung zur Einnahme
  - Tabletten zur Herstellung einer Suspension zur Einnahme
  - Schmelztabletten
  - Kautabletten
  - Lyophilisate zur Einnahme

### Dermale Anwendung
- Flüssige Zubereitungen zur kutanen Anwendung
- Halbfeste Zubereitungen zur kutanen Anwendung
- Wirkstoffhaltige Schäume
- Transdermale Pflaster

### Bukkale Anwendung
- Wirkstoffhaltige Kaugummis
- Zubereitungen zur Anwendung in der Mundhöhle

### Andere Anwendungen
- Parenteralia
  - Injektionszubereitungen
  - Infusionszubereitungen
  - Konzentrate zur Herstellung von Injektions- und Infusionszubereitungen
  - Pulver zur Herstellung von Injektions- und Infusionszubereitungen
  - Gele zur Injektion
  - Implantate
- Zubereitungen zum Spülen
- Zubereitungen zur Anwendung am Auge
  - Augentropfen
  - Augenbäder
  - Pulver für Augentropfen und Augenbäder
  - halbfeste Zubereitungen zur Anwendung am Auge
  - Augeninserte
- Zubereitungen zur Anwendung am Ohr
- Zubereitungen zur Inhalation
  - Zubereitungen, die in die Dampfform umgewandelt werden
  - Flüssige Zubereitungen zur Verneblung
  - unter Druck gesetzte dosierbare Zubereitungen zur Inhalation
  - nicht unter Druck gesetzte dosierbare Zubereitungen zur Inhalation
  - Pulver zur Inhalation
- Zubereitungen zur nasalen Anwendung
- Zubereitungen zur rektalen Anwendung
  - Zäpfchen
  - Rektalkapseln
  - Rektallösungen, Rektalemulsionen und -suspensionen
  - Pulver und Tablette zur Herstellung von Rektallösungen oder -suspensionen
  - halbfeste Zubereitungen zur rektalen Anwendung
  - Rektalschäume
  - Rektaltampons
- Zubereitungen zur vaginalen Anwendung
  - Vaginalzäpfchen
  - Vaginaltabletten
  - Vaginalkapseln
  - Vaginallösungen, -emulsionen, -suspensionen
  - Tabletten zur Herstellung von Vaginallösungen und Vaginalsuspensionen
  - Halbfeste Zubereitungen zur vaginalen Anwendung
  - Vaginalschäume

## Standard Terms
Das Europäische Direktorat für die Qualität von Arzneimitteln pflegt und veröffentlicht in einer Datenbank Standardbezeichnungen (Standard Terms), die pharmazeutische Unternehmer zur Beschreibung der Darreichungsform eines Arzneimittels verwenden sollen. Die Darreichungsform muss beispielsweise in den Produktinformationstexten und der Beschriftung eines Arzneimittels (Fachinformation, Packungsbeilage, Behältnis und Faltschachtel) verpflichtend angegeben werden.